# Aleuroclava manii
Aleuroclava manii es un hemíptero de la familia Aleyrodidae, con una subfamilia: Aleyrodinae. Fue descrita científicamente en 1978 por David.